# Швейцария на «Евровидении-2009»
Швейцария на Евровидении-2009 была представлена рок-группой Lovebugs, которую выбрала путём внутреннего отбора телерадиокомпания SRG SSR. Группа исполнила песню «The Highest Heights». Группа, однако, не преодолела полуфинал, заняв 14-е место с 15 очками.

## Предыстория
Швейцария участвовала в первом конкурсе песни Евровидения в 1956 году, и для неё участие в Евровидении в Москве стало 50-м по счёту. Швейцария одержала две победы: первую принесла в 1956 году Лиз Ассиа с песней «Refrain», вторую — в 1988 году Селин Дион с песней «Ne partez pas sans moi». Пять раз Швейцария занимала последнее место на конкурсах в 1964, 1967, 1974, 1998 и 2004 годах (в 2004 не преодолела полуфинал). Конкурс в прямом эфире показывают телеканалы телерадиокомпании SRG SSR. С 2005 года телекомпания проводит закрытый внутренний отбор, хотя до этого проводились национальные финалы: каждый региональный вещатель выдвигал своих кандидатов.

## Участник
Группа «Lovebugs» была основана Адрианом Зибером (вокал и гитара), Себастьяном Хаусманом (бас) и Джули Лаггером (барабаны) в 1992 году. Она дебютировала в конкурсе талантов «Basel Band Contest». В 1993 году вместо Джули ударником стал Симон Рамзайер, а Адриан и Себастьян записали первый альбом «Flugg». В 1995 году группа отправилась в турне, записав второй альбом «Tart», в 1996 году появился третий альбом «Lovebugs» с песней «Fantastic», попавшей в швейцарские чарты. С 1998 года в группе выступает Томас Рехбергер как второй гитарист. В 2000 году группа выпускает четвёртый альбом «Transatlatic Flight», который сенсационно попал на 3-е место чартов.
В 2001 году группа пережила новые перемены: ушёл Себастьян Хаусман, создавший глэм-рок-группу «Fucking Beautiful», но в группу пришли басист Флориан Сенн и клавишник Штефан Вагнер. В 2003 году 8-е место занял в чартах альбом «13 Songs With A View», а затем вышел unplugged-альбом «Naked», занявший первое место в чартах. Далее последовал «In Every Waking Moment», с которого в чарты попали песни «The Key» (17-е место) и «Avalon» (10-е место), причём последнюю песню записали с норвежской певицей Лене Марлин. Временно группа взяла отпуск, а Адриан Зибер продолжил работу в сольном проекте «Adrian Solo».
К 15-летию группы Lovebugs был выпущен 10-й альбом в 2009 году, получивший имя «The Highest Heights». В работе с альбомом участвовал продюсер группы U2 Ричард Рейни. С 24 января по 28 марта 2009 года группа совершила гастроли по Швейцарии в его поддержку, а одноимённая песня с альбома была выбрана для исполнения на Евровидении-2009: это подтвердили и опросы швейцарского радио.

## Выбор исполнителя
Немецкоязычная телекомпания Schweizer Fernsehen, отвечающая за немецкоязычное вещание SRG SSR, начала внутренний отбор в июле 2008 года. До 20 октября 2008 года швейцарское телевидение приглашало всех желающих принять участие в отборе, но поставило ряд условий: артисты должны быть гражданами Швейцарии, иметь сценический опыт выступлений, хотя бы одну песню в хит-парадах и при этом быть известными за границей. Решение принимало профессиональное жюри из 5 человек.
Из 55 кандидатов значительная часть была отсеяна: кто-то был исключён по решению жюри, а кто-то отказался добровольно. Из числа выбывших были певец Гола (выбыл из отбора 2008 года), рок-группа «Gotthard» (отказалась от участия в конкурсе, заявив, что он не подходит) и Франсин Жорди (участница Евровидения-2002). Газета Blick, следившая за отбором, говорила, что выбранному коллективу или исполнителю придётся решить очень сложную задачу, поскольку никто из исполнителей со швейцарским гражданством не попадал в Топ-10 с 1991 года: в 1993 году Швейцарию представляла франкоканадская певица Анни Коттон, которая заняла 3-е место, а в 2005 году 8-е место Швейцарии принесла эстонская рок-группа Vanilla Ninja.
В январе 2009 года газета Blick заявила, что группа Lovebugs представит Швейцарию в Москве на Евровидении. Адриан Зибер не подтверждал и не опровергал информацию о своём участии. Газета 20minuten заявила, что официально исполнитель будет представлен только в феврале, но процитировала выбывших из отбора певцов Арьету Зуту из шоу Popstars и Сандро Дитриха, которые были очень недовольны выбором кандидата от Швейцарии.
19 января 2009 в эфире программы Glanz & Gloria на канале SF1 было официально объявлено, что Lovebugs действительно представят страну в Москве, но песня на тот момент ещё не была выбрана. Опрос швейцарской радиостанции Schweizer Radio DRS в Интернете показал, что фанаты хотели бы услышать песню «The Highest Heights» с одноимённого альбома группы. 23 февраля 2009 года песня «The Highest Heights» была официально утверждена как песня, с которой выступит группа в Москве. Представитель телеканала SF Марко Мерони заявил, что сделанный швейцарским жюри выбор является отличным. Вокалист Адриан Зибель заявил, что в течение 10 лет ждал своего шанса выступить на конкурсе и сумел уговорить всю группу принять участие в отборе, осознавая, что риск достаточно высок, но пообещал, что и на конкурсе будет следовать выработавшемуся стилю группы.

## Мнения
Швейцарская пресса выражала надежду на то, что группа сумеет попасть в десятку лучших песен Евровидения, и на то должны были повлиять изменения в правилах голосования: с 2009 года совместно со зрителями лучшего исполнителя выбирало и профессиональное жюри. Автор интернет-проекта «Евровидение-Казахстан» Андрей Михеев ожидал от Lovebugs успешного выступления, отметив вокальные данные солиста и «гипнотические свойства» песни. Оценки по 10-балльной шкале:

- Музыка: Самая современная поп-рок песня конкурса, инструментал силен, даже несмотря на то, что я не поклонник поп-рок стиля. 9/10
- Текст: Красивый философский текст. Что же ждет в конце тоннеля — т.е. на вершине дерева, как и то, почему герой всё-таки должен с него упасть, правда, в песне не говорится. 9/10
- Вокал: Завораживающий вокал. Солист прав — гипнотические свойства у песни есть. С живым исполнение проблем нет. 9/10
- Итог: Должны выступить очень успешно. 9/10

Председатель российского фан-клуба OGAE Антон Кулаков не ставил группу в число тех, кто может выйти в финал, отметив только выразительный текст песни. Оценки по 10-балльной шкале:

- Музыка: Абсолютно стандартный однообразный брит-поп-рок. Невыразительно. 6/10
- Текст: Вероятно, это лучшая часть песни – мол, всё выше, всё выше и выше. Кстати – все высоты герой песни достигает, забравшись на дерево. Какая же трава у автора песни забористая. 9/10
- Вокал: Под стать музыке. Никаких особых изысков. 7/10
- Итог: Я в замешательстве. Шансов скорее нет, чем они есть.

## Выступление
Группа Lovebugs выступила под 8-м номером в первом полуфинале 12 мая 2009 года. По итогам голосования у группы было только 15 баллов и 14-е место, а профессиональное жюри, имевшее право включить в финал того, кто не попал в Топ-9, не выбрало швейцарскую группу. Lovebugs не вышли в финал, а после конкурса Адриан Зибер рассказал в интервью, что у команды были какие-то проблемы со звуком во время репетиций и выступлений.

## Итоги голосования
| 12 баллов | Турция               |
| 10 баллов | Португалия           |
| 8 баллов  | Босния и Герцеговина |
| 7 баллов  | Исландия             |
| 6 баллов  | Республика Македония |
| 5 баллов  | Израиль              |
| 4 балла   | Швеция               |
| 3 балла   | Мальта               |
| 2 балла   | Черногория           |
| 1 балл    | Армения              |

| 12 баллов | Турция               |
| 10 баллов | Португалия           |
| 8 баллов  | Норвегия             |
| 7 баллов  | Франция              |
| 6 баллов  | Албания              |
| 5 баллов  | Исландия             |
| 4 балла   | Босния и Герцеговина |
| 3 балла   | Испания              |
| 2 балла   | Греция               |
| 1 балл    | Израиль              |

| 12 баллов | Турция               |
| 10 баллов | Албания              |
| 8 баллов  | Португалия           |
| 7 баллов  | Босния и Герцеговина |
| 6 баллов  | Испания              |
| 5 баллов  | Греция               |
| 4 балла   | Хорватия             |
| 3 балла   | Норвегия             |
| 2 балла   | Исландия             |
| 1 балл    | Франция              |

| 12 баллов | Норвегия   |
| 10 баллов | Франция    |
| 8 баллов  | Турция     |
| 7 баллов  | Португалия |
| 6 баллов  | Исландия   |
| 5 баллов  | Израиль    |
| 4 балла   | Швеция     |
| 3 балла   | Эстония    |
| 2 балла   | Армения    |
| 1 балл    | Молдавия   |

| 12 баллов   | 10 баллов | 8 баллов | 7 баллов                                                            | 6 баллов |
| ----------- | --------- | -------- | ------------------------------------------------------------------- | -------- |
|             |           |          |                                                                     |          |
| 5 баллов    | 4 балла   | 3 балла  | 2 балла                                                             | 1 балл   |
| - Финляндия |           |          | - Андорра - Белоруссия - Босния и Герцеговина - Португалия - Швеция |          |